# クオカード
クオカード（QUOカード）とは、住友商事グループの株式会社ティーガイアの子会社である株式会社クオカードが発行する、汎用型のプリペイドカード。
「QUOカード」の「QUO」は「〜するところ」を意味するラテン語に由来する。略称は「クオカ」。

## 概要
カードのサイズは縦85mm×横57.5mmで、日本のサイバネ規格の磁気カードと同じサイズである。
コンビニエンスストア、飲食店、ガソリンスタンド、ドラッグストア、書店などで使用することが可能である。表面に意匠を凝らした印刷を行うことも可能であるため、自治体別毎のご当地デザインの他、懸賞の賞品・記念品、株主優待などにも広く利用されており、電子マネーの普及後でも需要がある。電子マネーとの差別化として、絵柄の付いた作品や自作品も販売しており、キャラクターグッズやコレクターズアイテムとしても人気が高い。
カード発行会社の株式会社クオカードは1987年12月、2年後（1989年）に導入が決定していた消費税によって1円単位での支払いが増えると考え、小銭のやりとりをスムーズに行えるようにするプリペイドカードシステムの構築を目的に日本カードセンター株式会社として設立された。
1989年11月、コンビニエンスストア大手のセブン-イレブン・ジャパンと契約を締結し、プリペイドカード「セブン-イレブンカード」の発行を開始。1995年8月に全国共通カード化し、セブン-イレブン以外のコンビニでも使用可能となったのを機に「QUOカード」へ名称変更した。2003年3月には会社名も株式会社クオカードへ商号変更した。2004年にはCSK（現・SCSK）の完全子会社となった。
2017年、親会社がSCSKから同じ住友商事グループの移動体通信販社・ティーガイアに移動した。

## 券種
| 券種       | 販売価格 | 利用可能金額 |
| ---------- | -------- | ------------ |
| 0300円券   | 0330円   | 0300円       |
| 0500円券   | 0530円   | 0500円       |
| 0700円券   | 0750円   | 0700円       |
| 01,000円券 | 01,040円 | 01,000円     |
| 02,000円券 | 02,000円 | 02,000円     |
| 03,000円券 | 03,000円 | 03,000円     |
| 05,000円券 | 05,000円 | 05,070円     |
| 10,000円券 | 10,000円 | 10,180円     |

5,000円券と10,000円券のプレミアムは、コンビニエンスストア等の加盟店で販売されるカードのみに付与される。初期には3,000円券にもプレミアムが付与されていた。
券面金額（1 - 999円および2,001 - 2,200円）を自由に設定できる「フリーバリューカード」を製作することができるため、570円券・640円券（ビアカード）、非売品の100円券・777円券、雪印乳業が販促用に使用する300円券・450円券・550円券なども存在する。

### 悪用防止対策
コンビニエンスストアで発行されているクオカードは、仕入れた時点では使用不可の状態で、販売する際にレジにて販売員による有効化の手続きを経て、利用可能となる仕組みをとっている。
過去には、偽装された1万円のカードと2万円のカードが多数発見され、高額カードの販売・発行が中止されたことがある。その影響からか2024年現在、2005年以前に発行された高額券は利用停止になっており、交換手続きを行わなければ利用できない。

## 店舗限定プリペイドカード
指定された加盟店のみ使用可能なカード。クオカードの仕組みを利用している。
- セブン-イレブン - セブン銀行などのキャンペーン懸賞の当選景品の一つとして発行。
- ローソン - 懸賞やエコポイント、Pontaの交換景品として発行。
- ファミリーマート - 懸賞・販促およびJALマイレージバンクの交換景品として発行。

これらはクオカードとは呼ばずに「プリペイドカード」と呼び、磁気上に加盟店を限定する情報が含まれている。
またENEOS、JA-SSのガソリンスタンドで購入可能なプリペイドカード（ENEOSプリカ、JA-SSプリカN（JA-SS専用プリカも存在））は相反するガソリンスタンド（ENEOSプリカを使ってJA-SSで給油することができない、その逆も同様）以外は、他のクオカード加盟店でも利用することができる。
過去にはマツモトキヨシもプリペイドカードを販売していたが、2011年8月限りで廃止した。すでに販売したカードはマツモトキヨシで引き続き利用できる。

## QUOカードPay
2019年1月、株式会社クオカードはQR・バーコード決済への参入を発表し、同年3月14日から「QUOカードPay」の発行を開始した。
一般的なQRコード決済サービスと異なり、ギフトとしての利用を前提にしているため、贈られた側はアプリをダウンロードしなくてもブラウザのみで利用できること、会員登録を行わなくても利用できること、銀行口座やクレジットカードでチャージ（入金）できないこと、残高不足の場合に現金等との併用ができること、有効期限が発行日から最長3年であること、などの特徴が見られる。
50〜10万円まで1円単位で購入することができ、QUOカードPayオンラインストアでの発行手数料は発行金額の6%（税別）である。
QUOカードPayの加盟店舗はQUOカードと異なり、2024年1月時点で例えばファミリーマートはQUOカードの加盟店ではあるがQUOカードPayの加盟店ではない。
企業や自治体に向けた利用可能加盟店・業態を絞って発行できる専用QUOカードPayも発行している。

### QUOカードPayアプリ
QUOカードPayには、Android、IOSで利用のできるQUOカードPay専用アプリがある。同アプリを利用すると、ブラウザでは行えない贈られた複数のQUOカードPay残高を合算したり、券面を残高を使い切っても閲覧可能になったり、利用履歴を確認することができる。

## 主な加盟店
詳細は、公式サイト内の「使えるお店」を参照。一部使用できない店舗もある。また、旧「セブン-イレブンカード」もクオカードと同等に下記店舗で使用できる。

### コンビニエンスストア
- セブン-イレブン
- ローソン - ただしローソンストア100ではクオカードが使用できない。
- ファミリーマート - 2025年12月22日をもって取扱いを終了予定[注釈 2][16]。
- ポプラグループ - ポプラ・生活彩家・くらしハウス・スリーエイト
- デイリーヤマザキ
- セイコーマート

### 飲食店
- デニーズ

### ドラッグストア
- マツモトキヨシ

### 書店
- 蔦屋書店

- ジュンク堂書店
- 有隣堂
- 三省堂書店
- 丸善
- リブロ
- ブックファースト
- 明屋書店
- 大垣書店

### ガソリンスタンド
- ENEOS（一部店舗のみ）
- JA-SS（一部店舗のみ）

### その他
- HMV
- 博品館
- ゴルフプラザ アクティブ
- サンルートプラザ東京
- 東京ベイ舞浜ホテル
- ジャンボエンチョー（一部店舗）